# Cascadas de Oneta

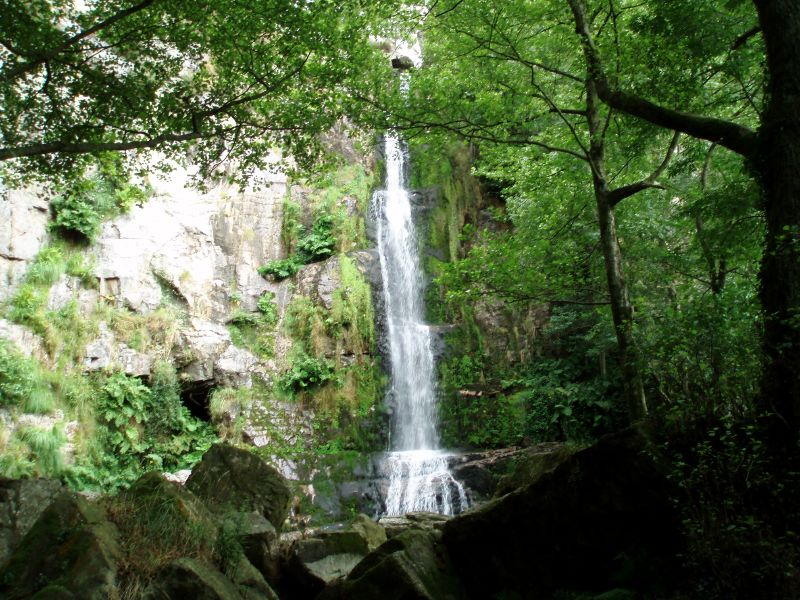
A Firbia.

Las cascadas de Oneta son unas cascadas naturales del norte de España que se encuentran en el río Oneta, cerca de la aldea de Oneta en el concejo de Villayón, en Asturias. Se trata de un grupo de tres cascadas permanentes en que la más conocida por su fácil acceso es la primera denominada A Firbia, es también la más bella de las tres ya que el salto de agua es el mayor y alcanza los 15 metros de altura. Bajando por un sendero angosto se llega  a la segunda cuyo acceso es algo más complicado, esta segunda cascada se denomina A Firbia d'abaxo o la Ulloa es más pequeña y no tan vertical como la primera. Por último está la tercera cascada, la más pequeña, A Maseirúa, difícil de encontrar debido a que la senda ha desaparecido, no hay camino marcado y es bastante inaccesible.
Fue declarada monumento natural el 19 de abril de 2001.